# Webster (Texas)
Webster è un centro abitato degli Stati Uniti d'America situato nella contea di Harris dello Stato del Texas.
La popolazione era di 10.400 persone al censimento del 2010. Fa parte dell'area metropolitana di Houston–The Woodlands–Sugar Land.

## Geografia fisica
Webster è situata a 29°32′19″N 95°07′10″W (29.538581, -95.119354).
Secondo lo United States Census Bureau, ha un'area totale di 6,6 miglia quadrate (17,0 km²), di cui 6,3 miglia quadrate (16,4 km²) di terreno e 0,23 miglia quadrate (0,6 km²), o 3,24%, d'acqua.

## Società

### Evoluzione demografica
Secondo il censimento del 2000, c'erano 9.083 persone, 4.114 nuclei familiari e 1.970 famiglie residenti nella città. La densità di popolazione era di 1.372,9 persone per miglio quadrato (529,8/km²). C'erano 4.733 unità abitative a una densità media di 715,4 per miglio quadrato (276,0/km²). La composizione etnica della città era formata dal 64,85% di bianchi, il 9,03% di afroamericani, lo 0,55% di nativi americani, il 5,72% di asiatici, lo 0,15% di isolani del Pacifico, il 15,78% di altre razze, e il 3,92% di due o più etnie. Ispanici o latinos di qualunque razza erano il 27,24% della popolazione.
C'erano 4.114 nuclei familiari di cui il 24,6% aveva figli di età inferiore ai 18 anni, il 32,7% aveva coppie sposate conviventi, il 10,1% aveva un capofamiglia femmina senza marito, e il 52,1% erano non-famiglie. Il 40,6% di tutti i nuclei familiari erano individuali e il 2,1% aveva componenti con un'età di 65 anni o più che vivevano da soli. Il numero di componenti medio di un nucleo familiare era di 2,14 e quello di una famiglia era di 2,97.
La popolazione era composta dal 20,9% di persone sotto i 18 anni, il 15,0% di persone dai 18 ai 24 anni, il 43,5% di persone dai 25 ai 44 anni, il 15,4% di persone dai 45 ai 64 anni, e il 5,1% di persone di 65 anni o più. L'età media era di 29 anni. Per ogni 100 femmine c'erano 109,3 maschi. Per ogni 100 femmine dai 18 anni in giù, c'erano 107,3 maschi.
Il reddito medio di un nucleo familiare era di 42.385 dollari e quello di una famiglia era di 43.495 dollari. I maschi avevano un reddito medio di 35.346 dollari contro i 29.808 dollari delle femmine. Il reddito pro capite era di 21.964 dollari. Circa il 12,5% delle famiglie e il 13,2% della popolazione erano sotto la soglia di povertà, incluso il 19,2% di persone sotto i 18 anni e il 5,6% di persone di 65 anni o più.